# Urząd Molfsee
Urząd Molfsee (niem. Amt Molfsee) – dawny urząd w Niemczech w kraju związkowym Szlezwik-Holsztyn, w powiecie Rendsburg-Eckernförde. Siedziba urzędu znajdowała się w miejscowości Molfsee.
W skład urzędu wchodziło sześć gmin:
1. Blumenthal
2. Mielkendorf
3. Molfsee
4. Rodenbek
5. Rumohr
6. Schierensee

1 czerwca 2023 urząd połączono z urzędem Flintbek, w wyniku czego powstał nowy urząd Eidertal.